# Asinius Gallus
Gnaius of Quintus Asinius Gallus (6 v.Chr. (?) - ?) was een zoon van Gaius Asinius Gallus en Vipsania Agrippina en trots op zijn familiebanden, als stiefbroer van Drusus, de zoon van Tiberius. Tijdens de regering van Claudius, vormde hij en Statilius, en een aantal vrijgelatenen en slaven, een samenzwering tegen Claudius. De drijfveer van Asinius Gallus was slechts een bevrediging van zijn dwaze ijdelheid. Maar het complot werd ontdekt, en Claudius was zo mild om geen hardere straffen uit te delen dan verbanning.

## Antieke bronnen
- Suet., Claud. 13.
- Cass. Dio, LX 27.